# Famille Androuet du Cerceau

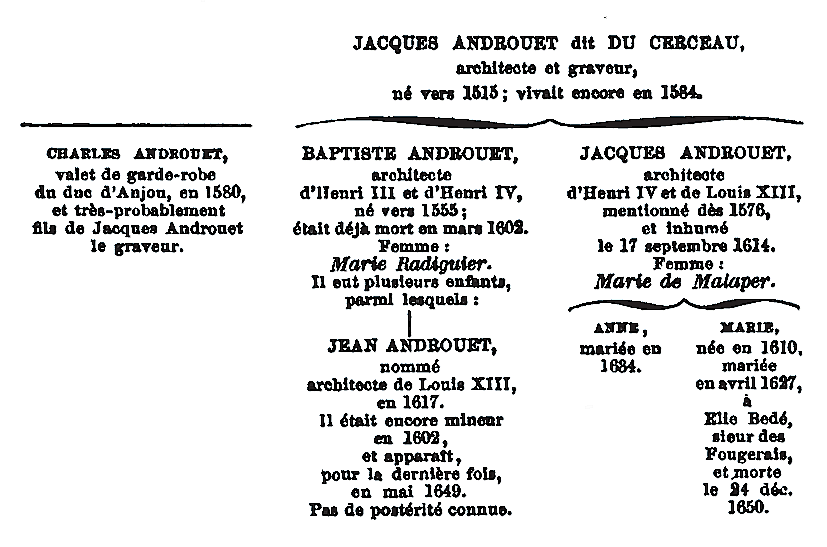
Arbre généalogique de la famille Androuet du Cerceau

La famille Androuet du Cerceau est une famille éteinte, originaire de Paris qui compta de 1515 à 1710 plusieurs architectes huguenots réputés.

## Filiation
- Jacques Ier Androuet du Cerceau (1515-1585), architecte
  - Baptiste Androuet du Cerceau (1544-1602), architecte, fils ainé de Jacques Ier
    - Jean Androuet du Cerceau (1585-1649), architecte, fils de Baptiste
    - Moïse Androuet du Cerceau
      - Jacques Androuet du Cerceau (mort le 24/04/1689)
        - Paul Androuet du Cerceau (1623-1710), graveur ornemaniste
          - Gabriel Androuet du Cerceau (1670-1729)

  - Jacques II Androuet du Cerceau (1550-1614), architecte, fils cadet de Jacques Ier, époux de Marie Malapert
    - Anne Androuet du Cerceau
    - Marie Androuet du Cerceau (1610-24/12/1650), épouse en 04/1627 Elie Bedé

  - Julienne, mariée à Jehan de Brosse (mort en 1585)
    - Salomon de Brosse (1570-09/12/1626)
      - Paul de Brosse

  - Charles Androuet du Cerceau (mort en 1606), architecte, fils de Jacques Ier Androuet du Cerceau. Il a construit le pont Henri-IV à Châtellerault.
    - René Androuet du Cerceau, architecte, fils de Charles Androuet du Cerceau et de Marguerite Reguin.

## Pour approfondir